# Марианская колонна на Жупной площади
Марианская чумная колонна (словац. Mariánsky morový stĺp na Župnom námesti)— чумной столб на Жупной площади в Братиславе,  расположенный у входа в церковь Святого Стефана (Церковь капуцинов). 
Ограждение колонны имеет квадратную форму с вырезами в четверть круга по углам. Основание колонны высотой около 2 метров, также  квадратное в плане, по углам установлены четыре фигуры крылатых ангелов, держащих эллиптические щиты с надписями. На основании установлена коринфская колонна, на вершине колонны Мадонна с младенцем на руках, стоящая на  земном шаре, который обвивает змея. Над головами Мадонны и младенца металлический нимб с 11 звёздами.
Чумной столп установлен в 1723 году, через 10 лет после очередной вспышки чумы в городе, об этом свидетельствует надпись на латыни.